# Barregreb
Et barregreb eller barrégreb er en guitarteknik, som især bruges til akkordspil. Barregrebet forekommer ved, at man med pegefingeren presser alle strengene ned lige inden et af båndene, så tonerne fra hver streng hæves med et antal halvtoner svarende til det valgte bånd (regnet fra halsen). Selve barregrebet suppleres normalt ved, at de tre øvrige fingre presser andre nærtliggende bånd, så det giver den ønskede akkord.